# Lumbriculidae
Famille
Les Lumbriculidae sont une famille de vers annélides oligochètes, hermaphrodites et capables de reproduction asexuée, vivant dans les sédiments d'eau douce.

## Caractéristiques
Ces espèces sont normalement identifiées selon divers caractères dont la distribution et forme des organes génitaux, ce qui nécessite d'avoir un grand nombre d'individus ou des individus vivants, car ces animaux se fragmentent et se régénèrent en modifiant leur nombre d'anneaux et le nombre et la position relatives de certains organes (génitaux notamment).
L'exemple le plus connu est Lumbriculus variegatus qui vit à la surface des sédiments d'eaux douces, souvent à proximité de la surface de l'eau et qui a été étudié pour ses capacités remarquables à régénérer un organisme entier à partir de quelques segments du corps.
Il ne faut pas les confondre avec les vers de terre de la famille des Lumbricidae (contenant les lombrics). 

## Répartition
On en trouve dans tout l'hémisphère nord, en Europe (au moins de l'Espagne jusqu'au Japon, en passant par la Russie de l'Est en passant par l'Europe du Nord, ainsi que dans toute l'Amérique du Nord (jusqu'en Alaska).

## Liste des genres
Selon World Register of Marine Species (5 janvier 2019) :
- genre Agriodrilus Michaelsen, 1905
- genre Altmanella Fend, 2009
- genre Anastylus Hrabě & Černosvitov, 1927
- genre Athecospermia Pierantoni, 1905
- genre Aurantina Pierantoni, 1904
- genre Bathynomus Grube, 1879
- genre Claparedilla Vejdovský, 1883
- genre Cookidrilus Rodriguez & Giani, 1987
- genre Eclipidrilus Eisen, 1881
- genre Eremidrilus Fend & Rodriguez, 2003
- genre Euaxes Grube, 1844
- genre Eumuliercula Timm, 1997
- genre Guestphalinus Michaelsen, 1933
- genre Hrabea Yamaguchi, 1936
- genre Kincaidiana Altman, 1936
- genre Kozovetta Hrabě, 1982
- genre Kurenkovia Sokolskaya, 1969
- genre Lamprodrilus Michaelsen, 1901
- genre Lamprortus Rodriguez, 1994
- genre Lumbriculus Grube, 1844
- genre Martinidrilus Fend & Lenat, 2007
- genre Mesoporodrilus F. Smith, 1896
- genre Muliercula Timm, 1995
- genre Pararhynchelmis Fend & Lenat, 2010
- genre Phagodrilus McKey-Fender, 1988
- genre Phreatothrix Vejdovský, 1876
- genre Pilaridrilus Fend & Lenat, 2007
- genre Premnodrilus Smith, 1900
- genre Pseudolumbriculus Dieffenbach, 1886
- genre Pseudorhynchelmis Hrabĕ, 1982
- genre Rhynchelmis Hoffmeister, 1843
- genre Rhynchelmoides Hrabě, 1936
- genre Secubelmis Fend & Gustafson, 2001
- genre Spelaedrilus Cook, 1975
- genre Stylodrilus Claparède, 1862
- genre Styloscolex Michaelsen, 1901
- genre SutroaEisen, 1888
- genre Sylphella Rodriguez, Fend & Lenat, 2014
- genre Tatriella Hrabĕ, 1936
- genre Teleuscolex Michaelsen, 1901
- genre Tenagodrilus Eckroth & Brinkhurst, 1996
- genre Thinodrilus F. Smith, 1895
- genre Trichodriloides Fauvel, 1903
- genre Trichodrilus Claparède, 1862
- genre Uktena Fend, Rodriguez & Lenat, 2015
- genre Wsewolodus Semernoy, 2004
- genre Yamaguchia Fend & Ohtaka, 2004